# Born to Boogie
Born to Boogie je dokumentární film z roku 1972. Jedná se o záznam koncertu Ringo Starra, Marca Bolana a jeho skupiny T.Rex ve Wembley. Film režíroval Ringo Starr. DVD vyšlo v roce 2005. Premiéra se konala v kině Oscar na Brewer Street v Londýně dne 14. prosince 1972, kterého se zúčastnil Ringo Starr i Marc Bolan.
Obal DVD byl navržen a vyroben podle Bose Collinse.